# Rochettum et Mantolettum
Rochettum et Mantolettum, R.M. (z łac.) – godność honorowa przyznawana kapłanom rzymskokatolickim, oznaczająca przywilej noszenia rokiety i mantoletu.